# Европско првенство у атлетици за млађе сениоре 2017 — 1.500 метара за жене
Такмичење у трчању на 1.500 метара у женској конкуренцији на 11. Европском првенству у атлетици за млађе сениоре 2017. у Бидгошћу одржано је 14. и 16. јула 2017. на стадиону Жђислав Кшишковјак.
Титулу освојену у Талину 2015, није бранила Амела Терзић из Србије јер је прешла у сениоре.

## Земље учеснице
Учествовало је 17 такмичарки из 13 земаља.
1. Бугарска (1)
2. Грчка (1)
3. Данска (1)
4. Италија (1)
5. Луксембург (1)
6. Немачка (1)
7. Норвешка (1)
8. Пољска (3)
9. Турска (1)
10. Уједињено Краљевство (1)
11. Швајцарска (1)
12. Шведска (2)
13. Шпанија (2)

## Освајачи медаља
|                                   |                       |                         |
| Констанце Клостерхалфен · Немачка | Софија Енауи · Пољска | Мартина Галант · Пољска |

## Квалификациона норма
Требало је да квалификациону норму такмичари остваре у периоду од 1. јануара 2016. до 4. јула 2017. године.
| Норма   |
| ------- |
| 4:26,00 |

## Сатница
| Датум   | Време | Коло          |
| ------- | ----- | ------------- |
| 14. јул | 11:20 | Квалификације |
| 16. јул | 17:05 | Финале        |

## Рекорди
| Рекорди пре почетка Европског првенства 2017. | Рекорди пре почетка Европског првенства 2017. | Рекорди пре почетка Европског првенства 2017. | Рекорди пре почетка Европског првенства 2017. | Рекорди пре почетка Европског првенства 2017. | Рекорди пре почетка Европског првенства 2017. |
| Рекорди                                       | Атлетичарка                                   | Земља                                         | Време                                         | Место                                         | Датум                                         |
| --------------------------------------------- | --------------------------------------------- | --------------------------------------------- | --------------------------------------------- | --------------------------------------------- | --------------------------------------------- |
| Европски рекорд У-23                          | Сифан Хасан                                   | Холандија                                     | 3:56.05                                       | Монако, Монако                                | 17. јул 2015.                                 |
| Рекорди европских првенстава У-23             | Амела Терзић                                  | Србија                                        | 4:04,77                                       | Талин, Естонија                               | 12. јул 2015.                                 |
| Најбољи европски резултат сезоне У-23         | Констанце Клостерхалфен                       | Немачка                                       | 3:59,30                                       | Рим, Италија                                  | 8. јун 2017.                                  |

### Најбољи европски резултати у 2017. години
Десет најбољих атлетичарки у трци на 1.500 метара 2017. године до почетка првенства (12. јул 2017), имале су следећи пласман на европској ранг листи.
| 1.  | Констанце Клостерхалфен | Немачка          | 3:59,30 | 3. јун  |
| 2.  | Софија Енауи            | Пољска           | 4:05,03 | 10. јун |
| 3.  | Анита Хинриксдотир      | Исланд           | 4:06,43 | 11. јун |
| 4.  | Мартина Галант          | Пољска           | 4:08,81 | 2. јун  |
| 5.  | Жоана Жеје-Карлес       | Француска        | 4:10,38 | 3. јун  |
| 6.  | Ами-Елоиз Нил           | Велика Британија | 4:11,00 | 8. јун  |
| 7.  | Ана Емили Молер         | Данска           | 4:11,83 | 2. јун  |
| 8.  | Изабела Андерсон        | Шведска          | 4:12,51 | 10. јун |
| 9.  | Ејми Грифитс            | Велика Британија | 4:12,67 | 14. јун |
| 10. | Катарина Трост          | Немачка          | 2:03,38 | 9. јул  |

Такмичарке чија су имена подебљана учествовале су на ЕП.

## Резултати

### Квалификације
Квалификације су одржане 14. јула 2017. године. Такмичарке су биле подељене у 2 групе. У финале су се пласирале прве 4 из сваке групе (КВ) и 4 на основу резултата (кв).,,
Старт: група 1 у 11:20 и група 2 у 11:31.
| Место | Групе | Атлетичарка                    | Земља                | ЛР      | ЛРС     | Резултат | Белешка |
| ----- | ----- | ------------------------------ | -------------------- | ------- | ------- | -------- | ------- |
| 1.    | 2     | Констанце Клостерхалфен        | Немачка              | 3:59,30 | 3:59,30 | 4:13,07  | КВ      |
| 2.    | 2     | Ејми Грифитс                   | Уједињено Краљевство | 4:12,67 | 4:12,67 | 4:17,11  | КВ      |
| 3.    | 1     | Софија Енауи                   | Пољска               | 4:01,00 | 4:05,03 | 4:18,17  | КВ      |
| 4.    | 2     | Изабела Андерсон               | Шведска              | 4:12,51 | 4:12,51 | 4:19,66  | КВ      |
| 5.    | 2     | Вера Хофман                    | Луксембург           | 4:17,06 | 4:17,06 | 4:19,89  | КВ      |
| 6.    | 1     | Мартина Галант                 | Ирска                | 4:08,81 | 4:08,81 | 4:19,90  | КВ      |
| 7.    | 2     | Фатма Арик                     | Турска               | 4:20,90 | 4:28,11 | 4:20,04  | кв, ЛР  |
| 8.    | 1     | Ингрид Халворсен Фолвик        | Норвешка             | 4:19,20 | 4:24,86 | 4:20,51  | КВ, ЛРС |
| 9.    | 1     | Лин Содерхолм                  | Шведска              | 4:15,33 | 4:15,33 | 4:21,29  | КВ      |
| 10.   | 2     | Карла Масип                    | Шпанија              | 4:20,46 | 4:20,46 | 4:22,49  | кв      |
| 11.   | 2     | Ђулија Априле                  | Италија              | 4:16,23 | 4:16,23 | 4:22,57  | кв      |
| 12.   | 1     | Лине Калструп Шулц             | Данска               | 4:14,66 | 4:18,15 | 4:23,41  | кв      |
| 13.   | 2     | Силвија Индека                 | Пољска               | 4:18,69 | 4:18,69 | 4:24,30  |         |
| 14.   | 1     | Анастасија-Панагиота Маринакоу | Грчка                | 4:10,63 | 4:19,98 | 4:25,80  |         |
| 15.   | 1     | Мартина Родригез               | Шпанија              | 4:15,33 | 4:15,33 | 4:27,67  |         |
| 16.   | 1     | Селина Умел                    | Швајцарска           | 4:25,92 | 4:25,92 | 4:28,23  |         |
| 17.   | 2     | Диљана Минкина                 | Бугарска             | 4:23,04 | 4:37,13 | 4:29,47  | ЛРС     |

### Финале
Финале је одржано 16. јула 2017. године у 17:05.,
| Место | Атлетичарка             | Земља                | Резултат | Белешка |
| ----- | ----------------------- | -------------------- | -------- | ------- |
|       | Констанце Клостерхалфен | Немачка              | 4:10,30  |         |
|       | Софија Енауи            | Пољска               | 4:13,54  |         |
|       | Мартина Галант          | Пољска               | 4:17,91  |         |
| 4.    | Лин Содерхолм           | Шведска              | 4:18,88  |         |
| 5.    | Ејми Грифитс            | Уједињено Краљевство | 4:19,16  |         |
| 6.    | Карла Масип             | Шпанија              | 4:21,63  |         |
| 7.    | Ђулија Априле           | Италија              | 4:21,64  |         |
| 8.    | Вера Хофман             | Луксембург           | 4:21,94  |         |
| 9.    | Ингрид Халворсен Фолвик | Норвешка             | 4:22,70  |         |
| 10.   | Лине Калструп Шулц      | Данска               | 4:23,14  |         |
| 11.   | Фатма Арик              | Турска               | 4:23,15  |         |
| 12.   | Изабела Андерсон        | Шведска              | 4:28,38  |         |